# Ourebia ourebi ugandae
Linh dương Uganda (Danh pháp khoa học: Ourebia ourebi ugandae) là một phân loài của loài linh dương Ourebia ourebi phân bố tại Uganda. Phân loài linh dương này được in trên tờ tiền mệnh giá 1.000 shiling Uganda và còn gọi là tiền con dê, là tờ tiền có màu sắc đẹp.

## Đặc điểm
Giống như nhiều loài chim và thú sống bầy đàn khác, những con linh dương Uganda quanh năm suốt tháng theo đàn kiếm ăn. Nhưng khi đến mùa sinh sản, con đực đầu đàn sẽ thiết lập lãnh thổ ân ái. Trong khi đó các con linh dương cái lại có quyền chọn lãnh thổ để giao phối với con đực.
Sau đó mỗi con cái sẽ lựa chọn cho mình con linh dương đực gợi cảm nhất. Con linh dương đực được chọn này sẽ ăn ở với tất cả chị em trong nhóm cho đến khi không còn chút sinh lực nào mới thôi. Đến nước đó, nó mới chịu đầu hàng và nhường chỗ cho một con đực khác.
Linh dương Uganda thường là con mồi cho rất nhiều loài săn mồi khác như sư tử, báo hoa mai, mèo rừng châu Phi, linh cẩu, chó hoang châu Phi, chó rừng, cá sấu và trăn, những con non sẽ làm mồi cho đại bàng và các loài thú ăn thịt cỡ nhỏ khác.